# Comtat de Clervaux
El comtat de Clervaux o Clairval fou una jurisidcció feudal del Sacre Imperi Romanogermànic, sorgida d'una branca dels comtes de Vianden, a l'entorn del castell de Klierf.
El va fundar Gerard de Sponheim, germà del comte Frederic de Vianden i s'esmenta el 1129 i 1132. El següent comte fou Simó de Clervaux que apareix el 1157. El 1198 el comte Enric de Sponheim porta també el títol de comte de Klierf (Clervaux). Simó II de Sponheim, al seu darrere, fins al 1240, també porta el títol de comte de Clervaux. Després hi ha un buit absolut de seixanta anys, i el 1300 apareix, segons sembla ja com una senyoria, en poder dels Meysembourg, sent vassalls de Luxemburg. El seu escut era d'or, al cap de gules, carregat de tres merles de plata.
Vers el 1400 l'herència va recaure en Maria de Clervaux que es va casar amb Frederic de Brandeburg d'una branca júnior dels comtes de Vianden. El 1492 l'hereva Margarita de Brandenburg-Clarvaux es va casar amb Nicolau d'Heu, senyor d'Ennery, un ric noble de Metz, aliat al patriciat local (Metz formava una república o ciutat imperial lliure). El seu fill Nicolau d'Heu (1498-1547) es va casar amb Anna de Faille d'una família del Barrois (ducat de Bar), i la seva filla única Elisabet d'Heu (+1599) es va casar amb Godofreu d'Eltz senyor de Wolmerange i d'Ottange (+1614); va deixar diverses filles i va heretar la gran Claudina d'Eltz casada amb Claudi de Lannoy, comte de la Motterie i governador de Maastricht que van conservar la senyoria fins al 1790. Al segle XIX les propietats i títols va passar als comtes de Berlaymont, però carregats de deutes van haver de vendre el castell a l'estat luxemburguès (1915) i els arxius a la vila de Metz (que els conserva).
La senyoria formà part al segle XVI del govern dels Països Baixos, sota govern dels Àustries de la branca hispana i després del 1713 de la branca austríaca. El castell fou engrandit i fortificat al segle XV sota la senyoria del casal de Brandenburg.